# Vinceroy Nelson
Vinceroy Desron Nelson (Basseterre, 10 gennaio 1996) è un calciatore nevisiano, attaccante del St. Paul's Utd e della nazionale nevisiana.

## Statistiche

### Cronologia presenze e reti in nazionale
| Cronologia completa delle presenze e delle reti in nazionale ― Saint Kitts e Nevis | Cronologia completa delle presenze e delle reti in nazionale ― Saint Kitts e Nevis | Cronologia completa delle presenze e delle reti in nazionale ― Saint Kitts e Nevis | Cronologia completa delle presenze e delle reti in nazionale ― Saint Kitts e Nevis | Cronologia completa delle presenze e delle reti in nazionale ― Saint Kitts e Nevis | Cronologia completa delle presenze e delle reti in nazionale ― Saint Kitts e Nevis | Cronologia completa delle presenze e delle reti in nazionale ― Saint Kitts e Nevis | Cronologia completa delle presenze e delle reti in nazionale ― Saint Kitts e Nevis |
| Data                                                                               | Città                                                                              | In casa                                                                            | Risultato                                                                          | Ospiti                                                                             | Competizione                                                                       | Reti                                                                               | Note                                                                               |
| ---------------------------------------------------------------------------------- | ---------------------------------------------------------------------------------- | ---------------------------------------------------------------------------------- | ---------------------------------------------------------------------------------- | ---------------------------------------------------------------------------------- | ---------------------------------------------------------------------------------- | ---------------------------------------------------------------------------------- | ---------------------------------------------------------------------------------- |
| 10-5-2015                                                                          | Cave Hill                                                                          | Barbados                                                                           | 1 – 3                                                                              | Saint Kitts e Nevis                                                                | Amichevole                                                                         | -                                                                                  | 65’                                                                                |
| 6-9-2019                                                                           | Basseterre                                                                         | Saint Kitts e Nevis                                                                | 1 – 1                                                                              | Estonia                                                                            | Amichevole                                                                         | -                                                                                  | 85’                                                                                |
| 22-8-2017                                                                          | Mumbai                                                                             | Saint Kitts e Nevis                                                                | 1 – 1                                                                              | Mauritius                                                                          | Tri-Nation Series 2017                                                             | -                                                                                  | 46’                                                                                |
| 24-8-2017                                                                          | Mumbai                                                                             | India                                                                              | 1 – 1                                                                              | Saint Kitts e Nevis                                                                | Tri-Nation Series 2017                                                             | -                                                                                  | 64’                                                                                |
| 24-3-2021                                                                          | San Cristóbal                                                                      | Saint Kitts e Nevis                                                                | 1 – 0                                                                              | Porto Rico                                                                         | Qual. Mondiali 2022                                                                | 1                                                                                  |                                                                                    |
| Totale                                                                             |                                                                                    | Presenze                                                                           | 5                                                                                  |                                                                                    | Reti                                                                               | 1                                                                                  |                                                                                    |